# Ruslan Kasakbajew

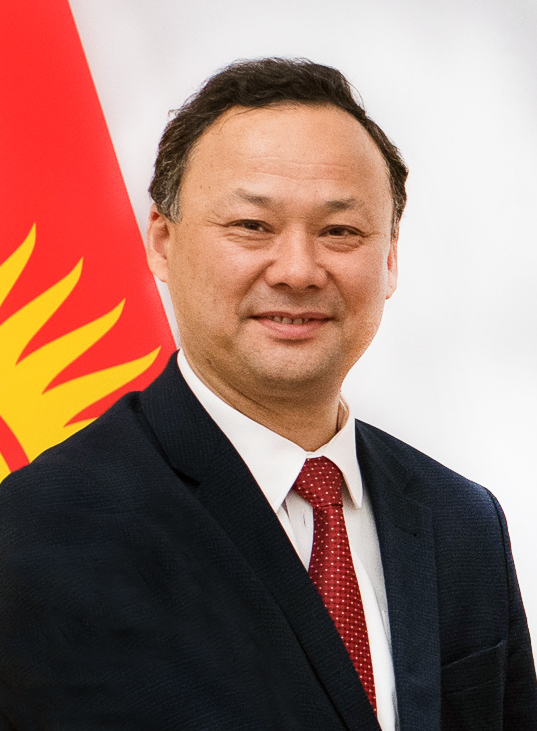
Ruslan Kasakbajew (2021)

Ruslan Kasakbajew (* 18. Mai 1967 im Oblus Talas, Kirgisische SSR, Sowjetunion) ist ein kirgisischer Politiker und ehemaliger Außenminister Kirgisistans.

## Leben
Ruslan Kasakbajew studierte bis 1991 am Polytechnischen Institut der kirgisischen Hauptstadt Bischkek. 2002 schloss er ein Jurastudium an der Kirgisischen Staatlichen Nationaluniversität ab sowie 2004 ein weiteres Studium an der Diplomatischen Akademie des kirgisischen Außenministeriums.
Seit 1995 arbeitete Kasakbajew für das kirgisische Außenministerium. Zunächst in der Konsularverwaltung des Ministeriums in Bischkek, ab 1996 als Vizekonsul in Istanbul. 1999 kehrte Kasakbajew nach Bischkek zurück. Von Januar bis Oktober 2009 war er erster Stellvertreter des Außenministers Kadyrbek Sarbajew. Nach dem politischen Umsturz im April 2010 wurde Kasakbajew am 15. April 2010 zum amtierenden Außenminister in der Übergangsregierung unter Rosa Otunbajewa ernannt und behielt das Amt bis September 2012.
Am 15. Oktober 2020 wurde Kasakbajew erneut zum Außenminister von Kirgisistan berufen. Am 22. April 2022 trat er von seinem Amt zurück.
Von 2015 bis 2021 saß er als Abgeordneter für die Partei Ata-Schurt im Dschogorku Kengesch, dem kirgisischen Parlament.